# Adobe Dreamweaver
Adobe Dreamweaver er et softwareprogram, som oprindeligt blev udviklet af Macromedia under navnet Dreamweaver. Macromedia er sidenhen blevet opkøbt af Adobe som har valgt at fortsat bruge navnet Dreamweaver. Det bliver brugt til hjemmesideprogrammering. Denne programtype bliver også kaldt en editor, da den hjælper med at ændre noget, eller tillader dig at tilføje noget (i dette tilfælde hjemmesideprogrammering) til dokumentet. Adobe Dreamweaver kan fås til både Microsoft Windows og Mac.

## Funktioner og indhold
Den indeholder et Design view, Split view og et Source view:
- Design view gør, at man kan se den hjemmeside, som man er i gang med at lave (dog kan der godt være nogle visningsfejl en gang imellem).
- Split view gør, at man har både en blanding af Design view og Source view.
- Source view gør, så man kan se ens kildekode, med andre ord, så kan man se den kode, som man har skrevet eller er blevet genereret til den hjemmeside man er i gang med at lave.

## Ekstern henvisning
- Adobe Dreamweaver's officielle hjemmeside

| Software | Spire Denne artikel om software og programmering er en spire som bør udbygges. Du er velkommen til at hjælpe Wikipedia ved at udvide den. |